# NGC 2923
NGC 2923 (другие обозначения — ZWG 92.8, NPM1G +16.0191, PGC 27306) — компактная спиральная галактика переходного типа, находящаяся на расстоянии около 116 Мпк в созвездии Льва. Открыта Альбертом Мартом в 1864 году. Морфологический тип точно не определён.

## Описание
Объект расположен в созвездии Льва примерно в 378 млн световых лет от Млечного Пути (расстояние определено по закону Хаббла). Измерения, не основанные на красном смещении, дают расстояние 142 ± 14 Мпк (~463 млн световых лет), что немного выходит за пределы расстояний, рассчитанных с использованием значения на красном смещении. Космологическое красное смещение z = 0,02735(1).
Дрейер описал объект как «очень тусклый».

## Обнаружение и наблюдения
Открыта немецким астрономом Альбертом Мартом 1 апреля 1864 года с помощью 122-сантиметрового зеркального телескопа (рефлектора).
Галактика является спиральной, однако её тип по морфологической классификации галактик точно не определён. Видимая звёздная величина составляет 14,2m, фотографическая звёздная величина — 15,2m, поверхностная яркость — 12,3m с квадратной минуты дуги.
Экваториальные координаты галактики: прямое восхождение — 09ч 36м 03,8с, склонение — +16° 45′ 39″ (координаты относятся к эпохе J2000.0). Угловое положение — 15°. Радиальная скорость — 8087 км/с.
15 января 2005 в галактике в 6,7′′ к востоку и 9,5′′ к северу от центра вспыхнула сверхновая типа II, получившая обозначение SN 2005K. Её пиковая видимая звёздная величина составила 17,8m. Сверхновую открыли Одд Трондал и Майкл Шварц из международной сети астрономических обсерваторий Тенагра.
Этот объект входит в число перечисленных в оригинальной редакции «Нового общего каталога».